# Theobald al III-lea de Champagne

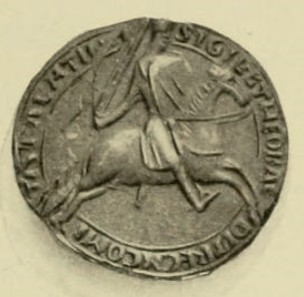
Sigiliul lui Theobald al III-lea de Champagne

Theobald al III-lea (în franceză, Thiebaut sau Thibaut) (n. 13 mai 1179 – d. 24 mai 1201) a fost conte de Champagne de la 1197 până la moarte.
Theobald a fost fiul mai tânăr al contelui Henric I de Champagne și al Mariei de Franța, fiică a regelui Ludovic al VII-lea al Franței cu Eleanor de Aquitaine. El a moștenit comitatul de Champagne în anul 1197, după moartea fratelui său mai în vârstă, Henric al II-lea de Champagne.
Ca și regele Filip al II-lea al Franței, în septembrie 1198 Theobald a acordat unele charte care reglementau anumite aspecte din statutul populației evreiești.
În 1198, papa Inocențiu al III-lea a lansat apelul pentru o nouă cruciadă (Cruciada a patra). Inițial entuziasmul pentru cruciadă a fost scăzut, însă la 28 noiembrie 1199 mai mulți nobili francezi s-au adunat la curtea lui Theobald pentru a participa la turnirul din castelul său de la Ecry-sur-Aisne, inclusiv predicatorul Foulque de Neuilly. Sub omboldul acestuia din urmă, cavalerii prezenți au preluat însemnele Cruciadei și instantaneu l-au ales pe Theobald ca lider al cruciadei. În vederea achiziționării de mijloace de transport, Theobald l-a trimis pe mareșalul de Champagne, Geoffroi de Villehardouin, la Veneția, pentru a semna un tratat în acest sens. Din păcate, Theobald a încetat din viață în anul imediat următor, iar la conducerea cruciadei a trecut marchizul Bonifaciu de Montferrat.
Theobald a fost căsătorit cu Blanca de Navarra, fiica regelui Sancho al VI-lea al Navarrei, în data de 1 iulie 1199, la Chartres, și a fost moștenit de fiul încă nenăscut, Theobald al IV-lea. Ca zestre, contesa Blanche a primit șapte castele (Épernay, Vertus, Sézanne, Chantemerle, Pont-sur-Seine, Nogent-sur-Seine și Méry-sur-Seine). Din 24 mai 1201, Blanca a guvernat ca regentă vreme de 21 de ani, perioadă în care succesiunea a fost contestată de către nepoatele lui Theobald, Alice și Filipa.
Theobald a fost înmormântat alături de tatăl său, în Biserica Sfântului Ștefan, construită la Troyes de către cel din urmă.